# 半局所単連結
数学、特に位相幾何学において、位相空間 X の任意の点 x に対し、ある近傍 U が存在し、U の X の中への包含写像により導かれる U の基本群から X の基本群への準同型が自明になる場合、X を半局所単連結（はんきょくしょたんれんけつ、英：semi-locally simply connected）であるという。

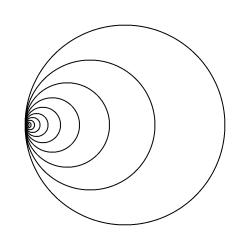
ハワイの耳輪は半局所単連結でない

明らかに、局所単連結な空間は、単連結な空間同様、半局所単連結である。半局所単連結でない空間の例としては、ハワイの耳輪（英：Hawaiian earring）がある。これは、ユークリッド平面上で、正整数 n に対し、中心 (1/n, 0)、半径 1/n の円の和集合である。すると、原点の任意の近傍は、0 にホモトープでない円を含む。
半局所単連結性は、局所単連結性よりも弱い。これを見るため、ハワイの耳輪上の円錐を考える。これは可縮（英：contractible）であり、従って半局所単連結であるが、明らかに局所単連結ではない。
被覆空間論では、ある空間が弧状連結、局所弧状連結かつ半局所単連結である場合、かつその場合に限り、普遍被覆を有することが知られている。